# Ripplemarki

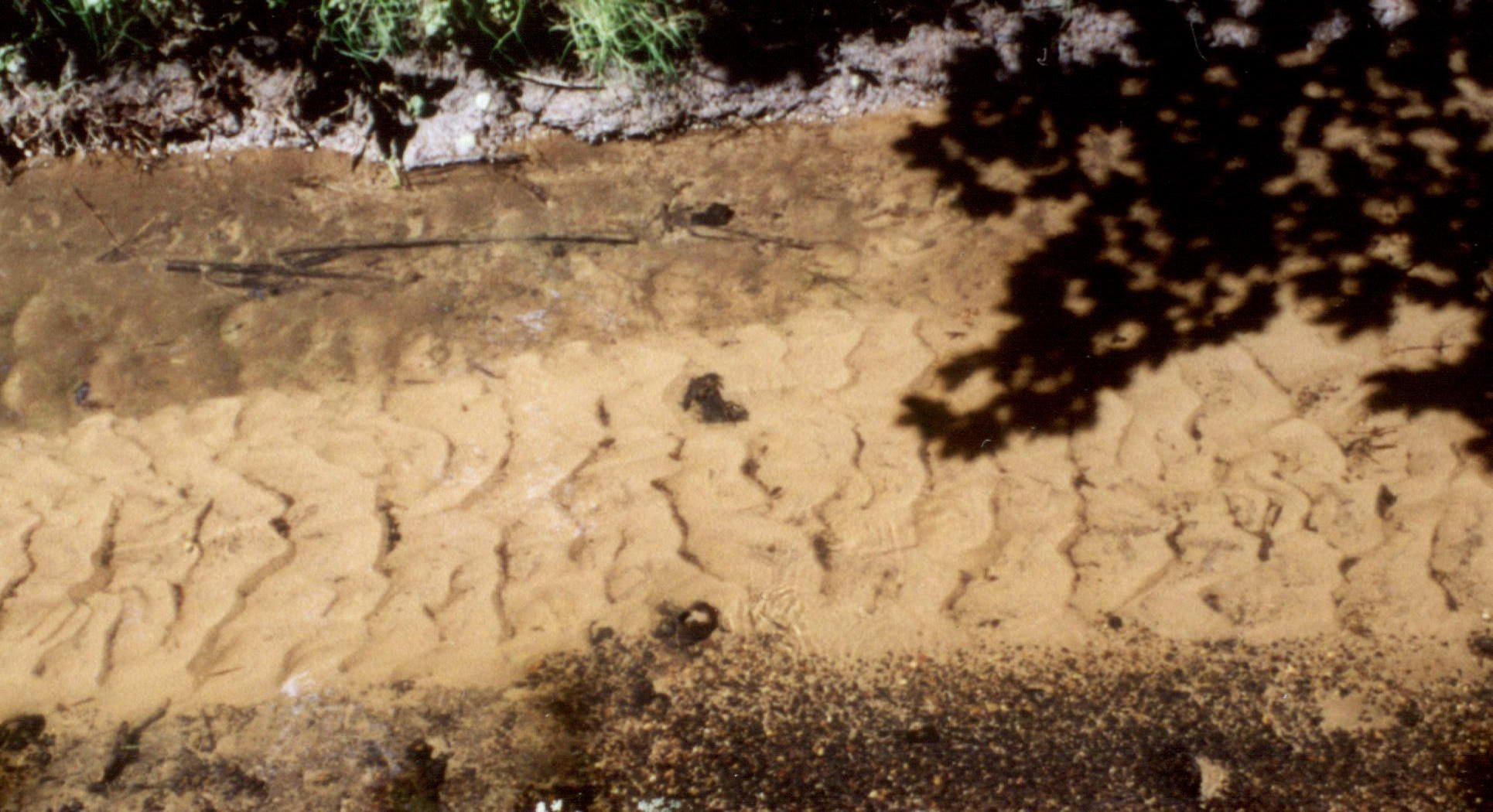
Ripplemarki na dnie rzeki Liswarty

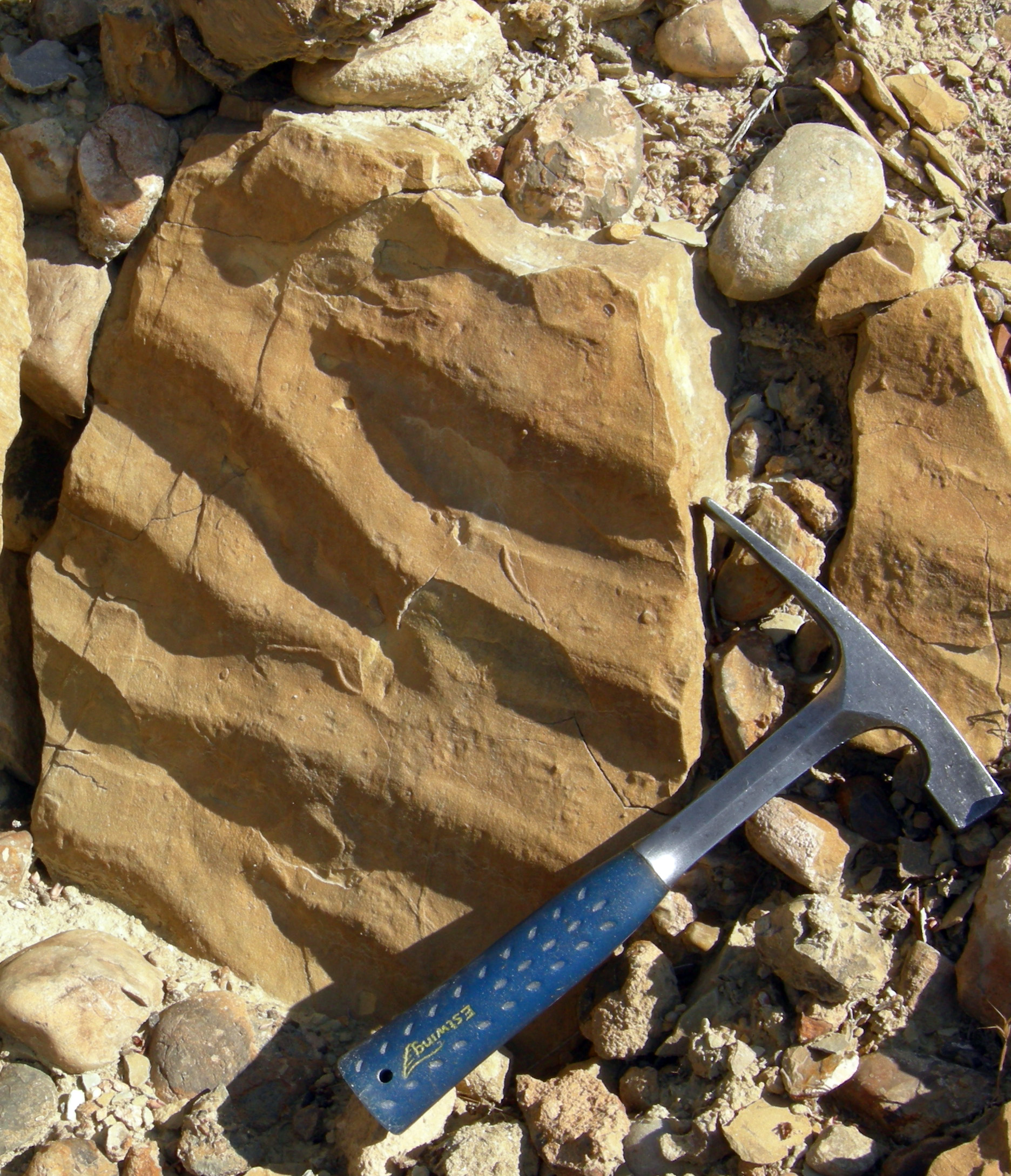
Ripplemarki

Ripplemarki, riplemarki, zmarszczki, pręgi faliste – grzbieciki zbudowane z piasku powstałe w wyniku transportu ziaren przez wiatr, prądy wodne lub falowanie.  
Zmarszczki wiatrowe charakterystyczne są dla powierzchni piaszczystych (wybrzeża morskie, pustynie itp.). Stanowią drobne regularne bruzdy na powierzchni piasku przypominające wyglądem fale lub miniaturowe wydmy poprzeczne. Powstają pod wpływem wiatru, podobnie jak wydmy mają łagodną stronę dowietrzną i stromą zawietrzną. Na ich podstawie można określić kierunek wiatru.
W geologii ślady riplemarków służą do określenia środowiska oraz kierunku transportu materiału ziarnistego.
Rozróżnia się wiele rodzajów riplemarków, m.in.: 
- riplemarki adhezyjne,
- riplemarki asymetryczne,
- riplemarki duże,
- riplemarki eoliczne,
- riplemarki falowe,
- riplemarki interferencyjne,
- riplemarki językowe,
- riplemarki małe,
- riplemarki poprzeczne,
- riplemarki powrotne,
- riplemarki półksiężycowe,
- riplemarki prądowe,
- riplemarki symetryczne,
- riplemarki wstępujące.

## Bibliografia

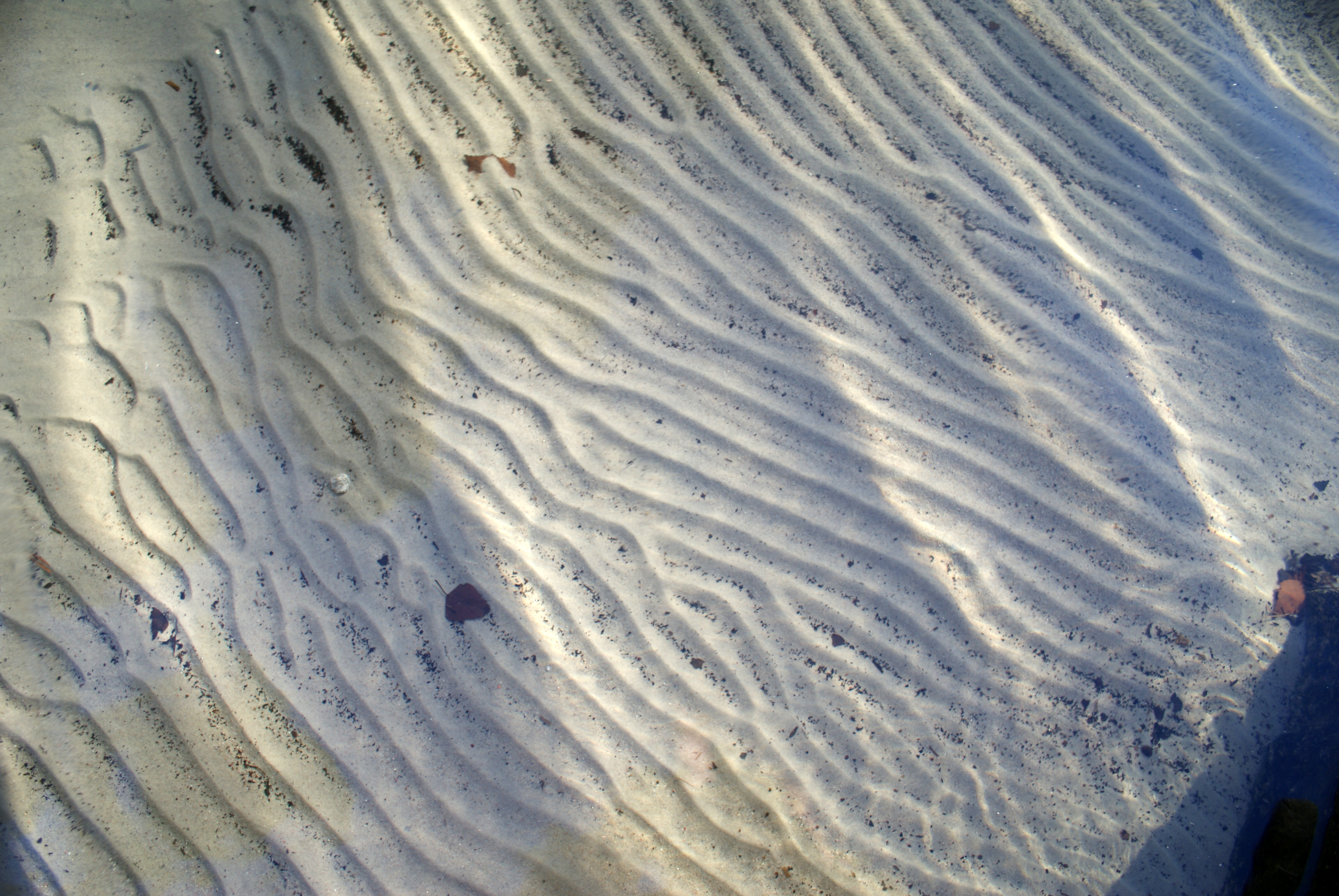
Ripplemarki na dnie jeziora
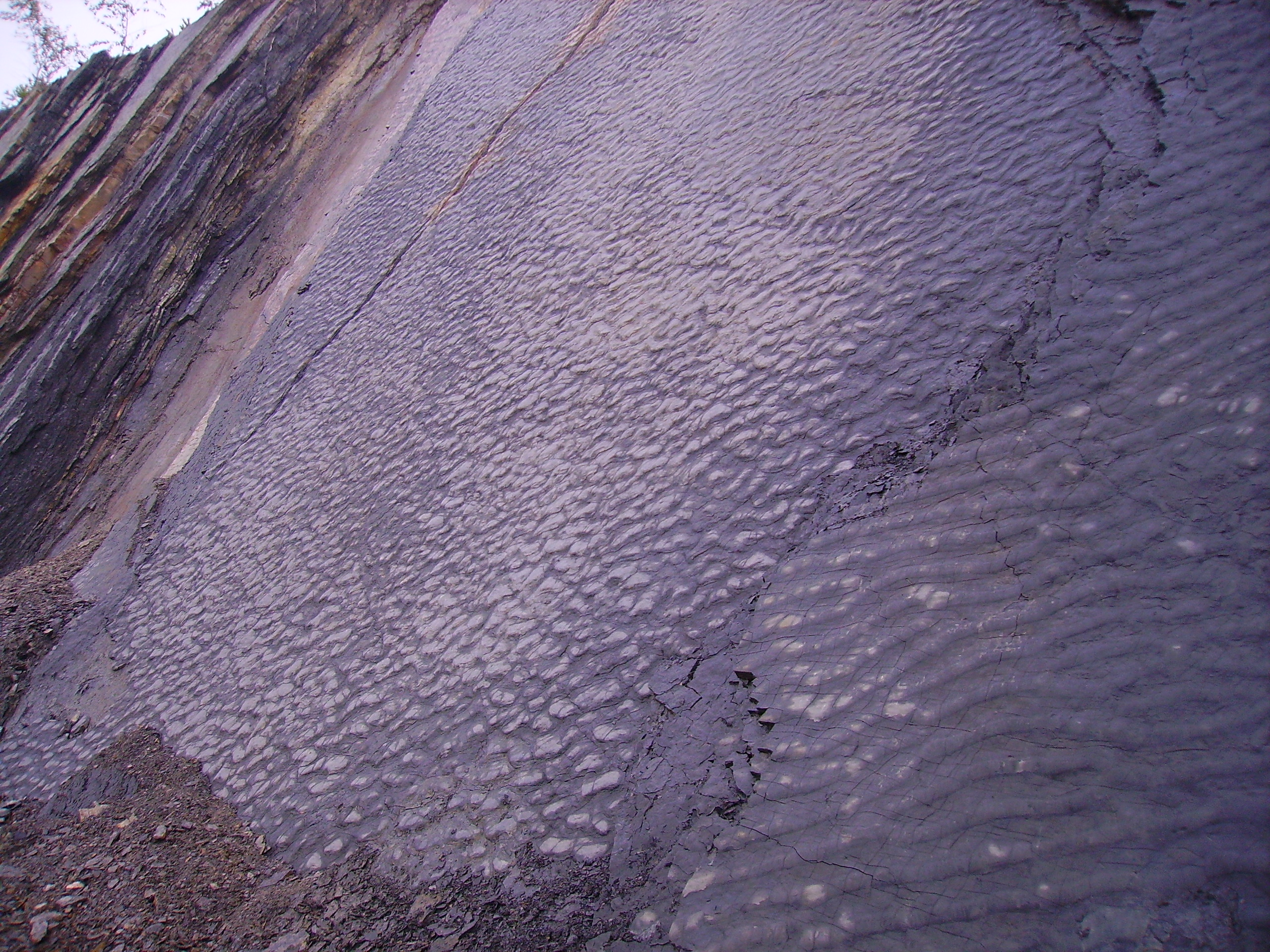
Kopalne ripplemarki powstałe na dnie płytkiego morza dolnokambryjskiego
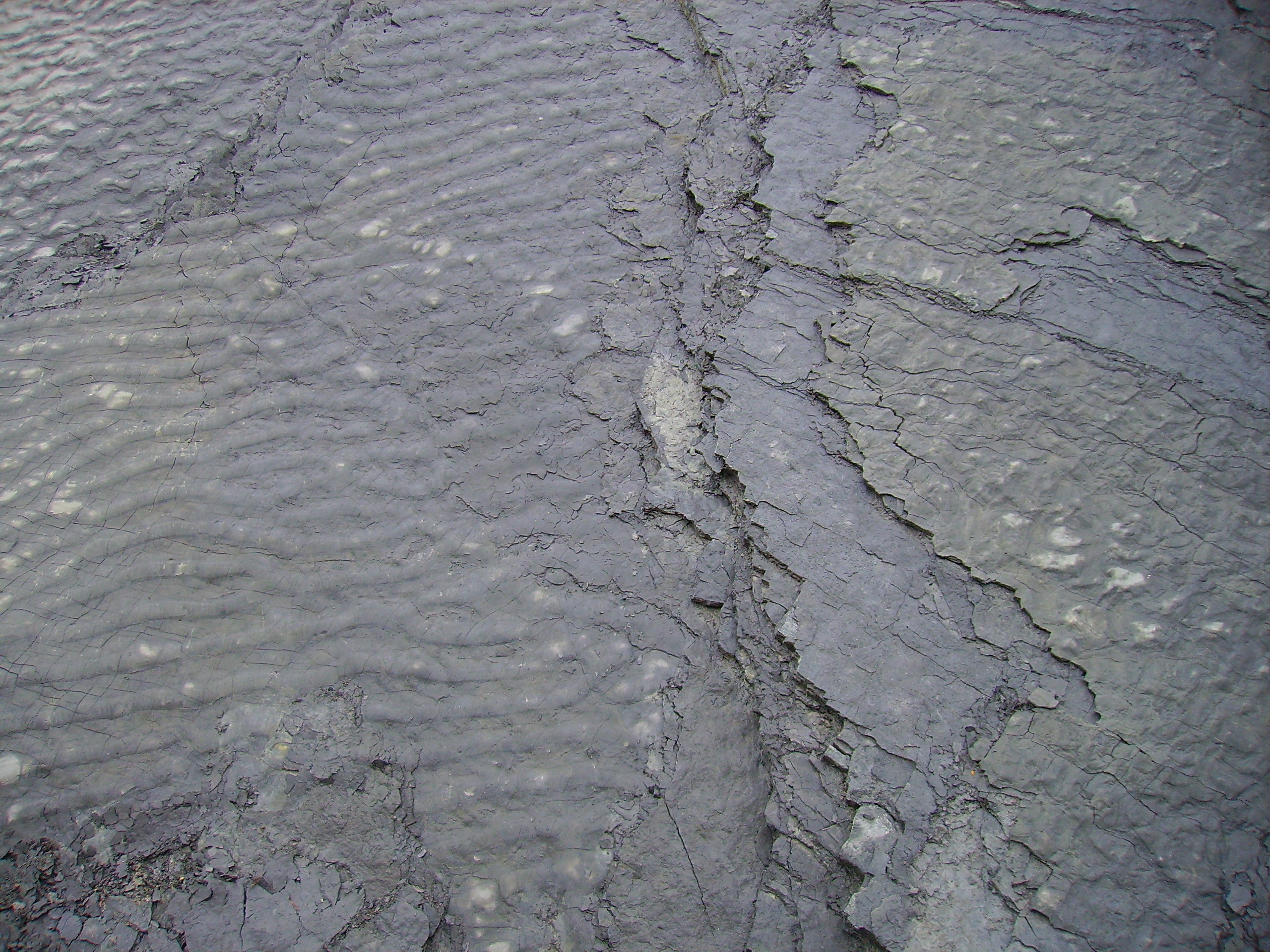
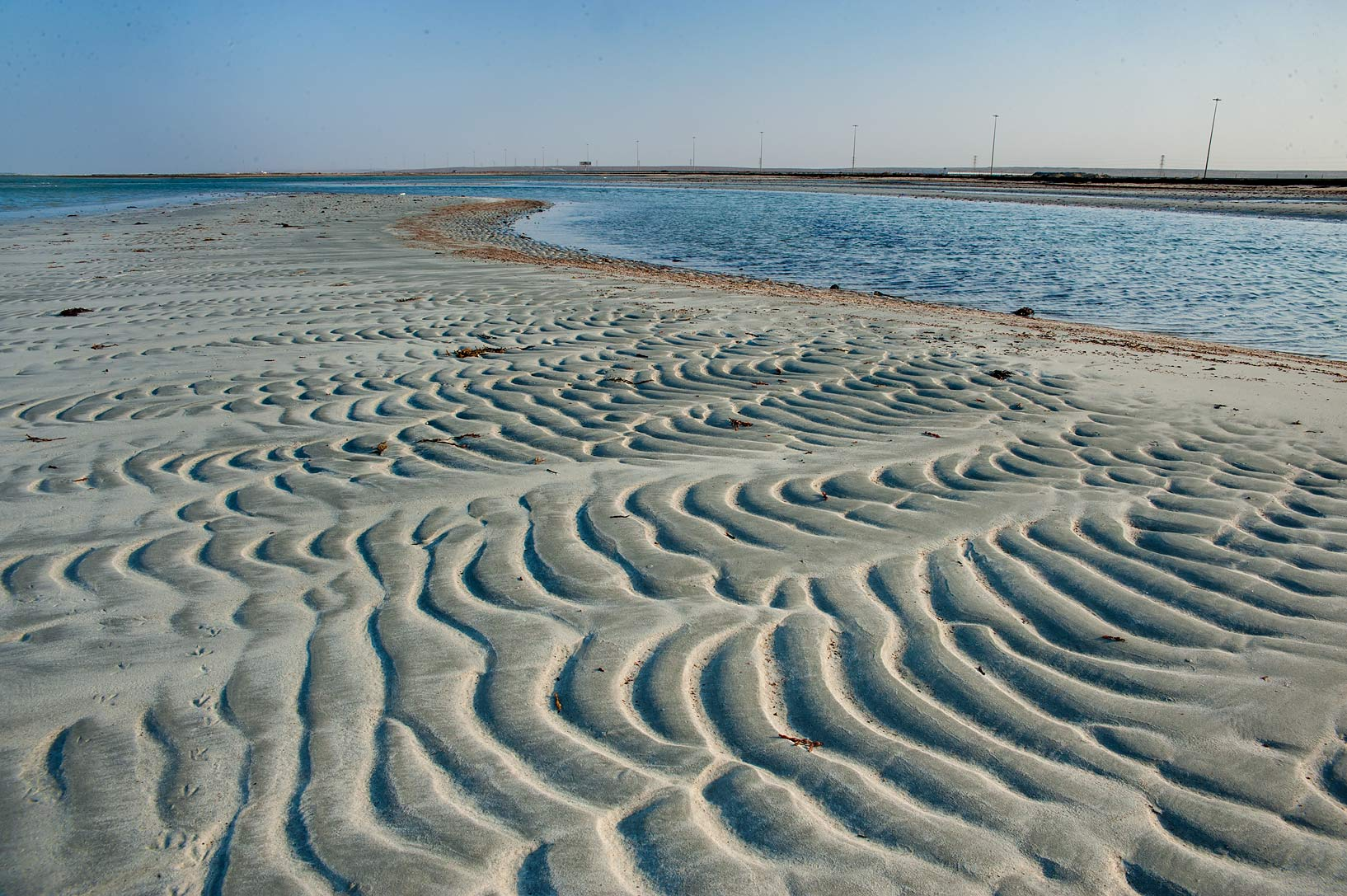
Ripplemarki na plaży w Abu Samrze (Katar)